# Gulo schlosseri
Gulo schlosseri — вимерлий вид хижих ссавців з роду росомах.
Фрагмент нижньої щелепи, віднесений до росомахи, був зібраний з відкладень, викопаних поблизу Ньювегейна, Нідерланди. Зразок віднесено до раннього або раннього середнього плейстоцену Gulo schlosseri через його невеликий розмір і морфологічні характеристики p3 і p4. Викопні рештки цього виду дуже рідкісні в європейському літописі скам'янілостей.
Голарктичний Gulo schlosseri середнього плейстоцену вважається безпосереднім предком G. gulo.
Ранньо-середньоплейстоценовий Gulo schlosseri відомий лише з кількох місць у Румунії, Угорщині, Франції, Німеччині та Англії. Знахідки з Північної Америки спочатку описувалися як окремий вид G. gidleyi. Однак сьогодні вони також включені до G. schlosseri. G. schlosseri був меншим за росомаху G. gulo. Ще менша росомаха відома з північного сходу Росії. Знайдено лише нижню щелепу цього G. minor. Вважається, що вид є предком G. schlosseri.